# Markus Butter
Markus Butter (* 1973 in Bruck an der Mur) ist ein österreichischer Opernsänger (Bariton).

## Leben
Butter war von 1982 bis 1986 Mitglied und Solist bei den Wiener Sängerknaben und maturierte 1991 am Stiftsgymnasium Kremsmünster. Seine weitere Ausbildung erhielt er am Johann-Joseph-Fux-Konservatorium Graz und ab 1994 an der Universität für Musik und darstellende Kunst Graz.
Ebenfalls 1994 begann er als Oratorien- und Liedsänger in Österreich und Deutschland konzertant zu arbeiten. Von 1998 bis 1999 war er Mitglied des Jungen Ensembles der Bayerischen Staatsoper und ab 1999 Ensemblemitglied der Bayerischen Staatsoper. Danach wechselte er an die Deutsche Oper am Rhein und 2005 an die Semperoper Dresden, der er bis heute angehört.
Gastspiele führten ihn an das Aalto-Theater in Essen (2014), zu den Bregenzer Festspielen (2014) und mehrfach an das Theater an der Wien (2010, 2011, 2015).

## Rollen (Auswahl)
- 2014–2015: Dr. Falke (Die Fledermaus), Semperoper Dresden
- 2014–2015: Der Sprecher (Die Zauberflöte), Semperoper Dresden
- 2014–2015: Rittmeister, Beichtvater (Geschichten aus dem Wiener Wald von HK Gruber), Bregenzer Festspiele, Theater an der Wien
- Flandrischer Deputierter (Don Carlo), Bayerische Staatsoper
- Gerichtsdiener (Was ihr wollt), Bayerische Staatsoper
- Hauptmann (Simon Boccanegra), Bayerische Staatsoper
- Kuligin (Katja Kabanova), Bayerische Staatsoper
- Moralès (Carmen), Bayerische Staatsoper
- Masetto (Don Giovanni), Theater an der Wien

## Auszeichnungen
- 1997: 2. Preis beim internationalen Wettbewerb "Das Schubertlied" in Wien
- 2009: Christel-Goltz-Preis